# Smartguy
SmartGuy AG (dän. SmartGuy A/S) ist ein europäisches Internet-basiertes Unternehmen für Kleidung, Schuhe und Accessoires.

## Unternehmensdaten
Smartguy bietet mehr als 1000 Marken für eine Vielzahl von Kunden aus ganz Europa unter den Markennamen «SmartGuy» und «StylePit» an. Der Hauptsitz und Zentrallager befindet sich in der Stadt Jyderup (Dänemark). Das Unternehmen hat mehr als 200 festangestellte Mitarbeiter und die Gesamtfläche der Lagerräume übersteigt 10000 m². SmartGuy verkauft Produkte an Kunden in ganz Europa, obwohl ein großer Teil der Einnahmen aus dem Verkauf in Dänemark stammen. SmartGuy hat Niederlassungen in Schweden, Norwegen, Deutschland, Großbritannien, Holland, Polen, Österreich, Finnland, Frankreich, Spanien, Belgien, Schweiz, Tschechische Republik, Ukraine. SmartGuy ist in Russland durch die Marke SmartModa vertreten.

## Geschichte
SmartGuy AG wurde im Jahr 2000 als ein internet-basiertes Unternehmen für Herrenmode von Poul Kusk gegründet. Die Gründer des Unternehmens waren Christian Bjerre Kusk, Jens Dalsgaard, Nicolai Kærgaard und Poul Kusk. Später begann das Unternehmen Kleidung für Frauen und Kinder zu verkaufen. Dann erschienen die Marken SmartGirl und SmartSmall. Beim Eintritt in neue Märkte, nutzte das Unternehmen die Marke StylePit. Somit war die Marke SmartGuy in Dänemark, Norwegen und Deutschland und StylePit in Österreich, Schweden, Finnland, Holland, Belgien, Großbritannien, Schweiz, Frankreich, Spanien, Polen und der Ukraine vorhanden. In Russland wird das Unternehmen durch die Marke SmartModa dargestellt. Im Januar 2013 kaufte SmartGuy AG den Verkäufer der Premium-Bekleidung und Schuhe Styledelux.com.

## Auszeichnungen
Das Unternehmen wurde bereits mehrfach mit dem europäischen E-Commerce Award für die Unternehmensorganisation und eine einzigartige Position auf dem Markt ausgezeichnet.
- Im Jahr 2008 wird SmartGuy AG als Sieger in der Nominierung „Industry Leader“ im dänischen nationalen Wettbewerb für E-Commerce erkannt.[2]
- 2010 gewann das Unternehmen den Preis für Unternehmer des Jahres im größten Industriegebiet Dänemarks – Zealand.[3]
- Im Mai 2012 erkannte der Verband der Internet-Geschäfte von Dänemark (FDIH) das Unternehmen SmartGuy AG den „Grand Prix“ im nationalen Wettbewerb des E-Commerce zu.
- Das Unternehmen gewann auch in der Nominierung „Der beste online-Shop“. In der Jury-Entscheidung wurde argumentiert, dass SmartGuy gute finanzielle Ergebnisse für die gesamte 12-jährige Geschichte zeige, die mit den modernsten Technologien vermischt ist. Darüber hinaus wurde betont, dass die Unternehmenspolitik auf die Befriedigung der Bedürfnisse ihrer Kunden ausgerichtet sei.
- Im Juni 2012 empfing SmartGuy AG bei einem Global E-Commerce-Wettbewerb in Barcelona die Silbermedaille in der Nominierung „Bester online-Shop in Europa“[4]

## Aktivitäten
SmartGuy AG ist ein führendes Unternehmen im Verkauf von Bekleidung und Schuhen in den skandinavischen Ländern.
Nach einer Veröffentlichung des «Dagbladet Borsen» wurde SmartGuy AG als das am schnellsten wachsende dänische Unternehmen des E-Commerce in den letzten 6 Jahren bezeichnet. Das Portfolio des Unternehmens umfasst rund 1000 Modemarken, die Zahl der registrierten Nutzer beträgt mehr als 1,5 Millionen.